# Podwójna godzina
Podwójna godzina (wł. La doppia ora) – włoski dramat filmowy z 2009 roku w reżyserii Giuseppe Capotondiego.
Obraz prezentowany był w konkursie głównym na 66. MFF w Wenecji, gdzie otrzymał Puchar Volpiego dla najlepszej aktorki (Ksienija Rappoport).

## Opis fabuły
Rosjanka Sonia pracuje jako kelnerka. Postanawia wziąć udział w "speed dating" − pięciominutowych randkach organizowanych w hotelach. Spotyka innego uczestnika randki − policjanta Guido. Oboje zakochują się w sobie.

## Obsada
- Filippo Timi jako Guido
- Ksienija Rappoport jako Sonia
- Antonia Truppo jako Margherita
- Gaetano Bruno jako Riccardo
- Fausto Russo Alesi jako Bruno
- Michele Di Mauro jako Dante
- Lorenzo Gioielli jako Menedżer hotelu
- Lidia Vitale jako Rossa
- Lucia Poli jako Marisa

i inni

## Nagrody i nominacje
66. MFF w Wenecji
- Puchar Volpiego dla najlepszej aktorki − Ksienija Rappoport
- Nagroda Młodego Kina − Giuseppe Capotondi
- Nagroda im. Pasinettiego − Filippo Timi

Europejskie Nagrody Filmowe 2010
- nominacja: Europejskie Odkrycie Roku − Giuseppe Capotondi

David di Donatello 2010
- nominacja: najlepszy debiut reżyserski − Giuseppe Capotondi